# Хмільник (плавучий док)
«‎Хмільник» — малий плавучий док проєкту 1240, який входив до складу Військово-Морських Сил України. Мав бортовий номер U950. Був названий на честь міста Хмільник.

## Особливості проєкту
Проєкт плавучого доку 1240 був розроблений спеціально для обслуговування малого ракетного корабля на підводних крилах «МРК-5» проєкт 1240. Характерною особливістю цього корабля було наявність титанового глибокозанурювального крилевого пристрою та складного двигунного комплекту, що вимагали спеціальних коштів при докуванні та ремонті підводних частин. Тому було вирішено для обслуговування корабля застосувати спеціально побудований плавдок. Плавдок несамохідний, неавтономний, металевий, чотирихвилинний. Всього за даним проєктом побудований всього один плавучий док.

## Історія
Плавучий док «ПД-26» був побудований і введений у стрій Чорноморського флоту в 1979 році (заводській №2). У ході розподілу Чорноморського флоту ВМС СРСР у 1997 році, плавучий док «ПД-26» відійшов Україні. Був перейменований, і потрапив до складу ВМС України як ПД-19 «Хмільник» (бортовий U950). У 2004 році був виключений зі складу ВМСУ та проданий ТОВ «Полізон-плюс», перейменований в «Равелін», перебазований в Південну бухту Севастополя, де наразі й знаходиться та застосовується за прямим призначенням.